# Pascal Bruckner
Pascal Bruckner  nascido a 15 de Dezembro de 1948, em Paris, ) é um escritor francês, um dos "Novos filósofos" que se destacou nas décadas de 1970 e 1980. Grande parte da sua obra tem sido dedicada à crítica da sociedade e cultura francesas. 